# Veľké Zálužie
Veľké Zálužie és un poble i municipi d'Eslovàquia que es troba a la regió de Nitra, al sud-oest del país. El 2021 tenia 4.350 habitants.

## Història
La primera menció escrita de la vila es remunta al 1261.

## Demografia
| Godina             | 1994 | 2004   | 2014   | 2024   |
| ------------------ | ---- | ------ | ------ | ------ |
| Nombre de persones | 3642 | 3974   | 4159   | 4320   |
| Diferència         |      | +9,11% | +4,65% | +3,87% |

| Godina             | 2023 | 2024   |
| ------------------ | ---- | ------ |
| Nombre de persones | 4315 | 4320   |
| Diferència         |      | +0,11% |